# Supercopa de la República Democrática del Congo
La Supercopa de Congo-Kinshasa es una competición anual que enfrenta al ganador de la Copa del Congo contra el ganador de la Linafoot.  
.

## Finals
| Año  | Ganador                      | Resultado                    | Finalista                    |
| ---- | ---------------------------- | ---------------------------- | ---------------------------- |
| 2002 | Saint Eloi Lupopo / US Kenya | Saint Eloi Lupopo / US Kenya | Saint Eloi Lupopo / US Kenya |
| 2003 | DC Motema Pembe              | w/o                          | AS Vita Club                 |
| 2004 | SC Cilu                      | 1-1 6-5 pen                  | DC Motema Pembe              |
| 2005 | DC Motema Pembe              | 2-1                          | AS Vita Kabasha              |
| 2013 | TP Mazembe                   | 7-0                          | FC MK Etanchéité             |
| 2014 | TP Mazembe                   | 3-0                          | FC MK Etanchéité             |
| 2015 | AS Vita Club                 | 3-0                          | Saint Eloi Lupopo            |
| 2016 | TP Mazembe                   | 3-1                          | FC Renaissance du Congo      |